# Valériane Ayayi
Valériane Ayayi (* 29. dubna 1994, Bordeaux) je francouzská basketbalistka hrající převážně na postu křídlo.
S francouzskou ženskou basketbalovou reprezentací získala bronzovou medaili na olympijských hrách v Tokiu v roce 2020, stříbrnou medaili na olympijských hrách v Paříži v roce 2024.
Hrála za Basket Landes (2012–2014, 2020–2022), Lattes-Montpellier (2014–2016), San Antonio Silver Stars (2015), Villeneuve-d'Ascq (2016–2017), Bourges (2017–2018) a ZVVZ USK Praha (2018–2020, od 2023).